# Clermont-sous-Huy
Clermont-sous-Huy, antigament Clermont-sur-Meuse, és un antic municipi de Bèlgica al marge dret del Mosa. El 1er de gener de 1977 va fusionar amb Engis.
És un poble residencial i agrícola sense gaire indústria des de la fallida de la fàbrica d'explosius PB Clermont el 1993. Un terç dels 16,25 km² de la superfície total són boscos.

## Història
El riu Mosa era i és una important via de comunicació i a l'edat mitjana era quasi l’única quan les carreteres sovint eren impracticables. Per protegir la navegació entre Lieja i Huy, el 1095 el príncep-bisbe Otbert va assetjar-ne el castell del 29 de juny fins al 9 d'agost que pertanyia a Giselbert de Clermont, un vassall del comte Balduí IV d'Hainaut. Otbert va abandonar el setge en no obtenir la col·laboració militar del comte Jofré de Bouillon i uns altres nobles per causa d'una disputa no resolta sobre l'abat destituït de Sant Hubert. Finalment uns mesos més tard del mateix any, el bisbe va comprar el feu.
El municipi es va crear per la reforma administrativa durant l'ocupació francesa a final del segle xviii.
A la fi del segle xix hi havia una filial de la fàbrica Poudreries Réunies de Bèlgique (1919-1993) que després van prendre el nom PB Clermont. Produïa explosius militars i per a la indústria minera.

## Llocs d'interès
- Mas fortificat d'Attines (segle xviii)
- Castell d'Halledet (segle xix)
- Castell de Magnery (segle xviii)